# Đuđevina
Đuđevina (cyr. Ђуђевина) – wieś w Czarnogórze, w gminie Kolašin. W 2011 roku liczyła 38 mieszkańców.